# Reinhold Kaiser
Reinhold Kaiser (* 5. ledna 1943, Wuppertal) je německý historik zabývající se středověkými dějinami.

## Životopis
Reinhold Kaiser studoval od roku 1962 do 1968 romanistiku a dějiny na kolínské univerzitě, v Dijonu, v Poitiers a Bonnu. V roce 1971 dokončil doktorát u Eugena Ewiga s prací Civitas und Diözese Soissons in römischer und merowingischer Zeit. V období 1968 až 1974 působil na univerzitě Paříž X a byl asistentem středověkých dějin na univerzitě v Lille. V roce 1978 habilitoval s prací Bischofsherrschaft zwischen Königtum und Fürstenmacht. Kaiser byl v letech 1981 až 1990 profesorem na univerzitě v Essenu. Od roku 1990 byl až do definitivy v roce 2006 profesorem na curyšské univerzitě.

## Dílo
- Das römische Erbe und das Merowingerreich. 3., überarbeitete und erweiterte Auflage. Mnichov 2004, ISBN 3-486-56722-5.
- Die Burgunder. Stuttgart 2004, ISBN 3-17-016205-5.
- Trunkenheit und Gewalt im Mittelalter. Kolín nad Rýnem 2002, ISBN 3-412-02502-X.
- Churrätien im frühen Mittelalter: Ende 5. bis Mitte 10. Jahrhundert. Basilej 1998, ISBN 3-7965-1064-7
- Die Franken: Roms Erben und Wegbereiter Europas? Idstein 1997, ISBN 3-8248-0030-6.
- Bischofsherrschaft zwischen Königtum und Fürstenmacht: Studien zur bischöflichen Stadtherrschaft im westfränkischen-französischen Reich im frühen und hohen Mittelalter. Bonn 1981, ISBN 3-7928-0424-7.
- Untersuchungen zur Geschichte der Civitas und Diözese Soissons in römischer und merowingischer Zeit. Bonn 1973, ISBN 3-7928-0347-X.